# 温琴佐·塞尔皮科
温琴佐·塞尔皮科（義大利語：Vincenzo Serpico，1991年6月21日—），意大利男子赛艇运动员。他曾代表意大利参加世界赛艇锦标赛，获得一枚金牌和一枚银牌，均来自男子轻量级八人单桨有舵手项目。